# Vyacheslav Yanovskiy
Vyacheslav Yanovskiy (en russe : Вячеслав Евгеньевич Яновский, transcription française : Viatcheslav Ievguenievitch Ianovski) est un boxeur soviétique né le 24 août 1957 à Vitebsk, Biélorussie.

## Carrière
Médaillé de bronze aux championnats d'Europe de Budapest en 1985 et médaillé d'argent à Turin en 1987 en super légers, il devient champion olympique de la catégorie aux Jeux de Séoul en 1988 après sa victoire en finale contre l'Australien Graham Cheney. Yanovskiy passe professionnel en 1990 et remporte notamment le titre de champion de Russie des poids welters le 28 janvier 1993.

## Parcours auxJeux olympiques
Jeux olympiques d'été de 1988 à Séoul (poids super-légers) :
- Bat Søren Søndergaard (Danemark) par arrêt de l'arbitre au 2e round
- Bat Rashid Matumla (Tanzanie) par arrêt de l'arbitre au 3e round
- Bat Ludovic Proto (France) 5-0
- Bat Anthony Mwamba (Zambie) 5-0
- Bat Reiner Gies (RFA) par KO au 1er round
- Bat Graham Cheney (Australie) 5-0